# Lab-on-a-chip
Lab-on-a-chip (LOC) è un termine per un dispositivo che integra funzioni multiple che si possono svolgere in laboratorio in un singolo chip che va da pochi millimetri a qualche centimetro quadrato di grandezza ed è capace di trattare volumi di fluidi estremamente piccoli, sotto i picolitri. I dispositivi Lab-on-a-chip sono un sottogruppo dei dispositivi MEMS (dall'inglese Micro Electro Mechanical Systems) e spesso indicati anche come Micro Total Analysis Systems (µTAS). Microfluidica è un termine generale che descrive anche dispositivi di controllo di meccanica dei fluidi come pompe e valvole o sensori come flussometri e viscosimetri. Tuttavia, con il termine "Lab-on-a-Chip" si indica generalmente la misurazione di un singolo o un multiplo processo di laboratorio con un semplice chip, mentre "µTAS" si dedica all'integrazione di tutte le sequenze di processi di laboratorio per fare analisi chimiche. Il termine "Lab-on-a-chip" fu introdotto più tardi quando si dimostrò che era possibile applicare le tecnologie µTAS in maniera più ampia che per soli scopi di analisi.

## Storia
Dopo la scoperta della microtecnologia (1958) per realizzare strutture integrate di semiconduttori per chip microelettronici, queste tecnologie basate sulla tecnologia litografica elettronica furono presto applicate nei sensori di pressione nel campo manifatturiero. Nuovi sviluppi di queste tecnologie, una scatola di strumenti divenne disponibile per creare strutture meccaniche in silicio nell'ordine di grandezza dei micrometri o ancor più piccole: l'era dei Micro Electro Mechanical Systems (MEMS) era cominciata.
I dispositivi di trattamento dei fluidi furono sviluppati dopo i sensori di pressione e altre strutture meccaniche mobili. Esempi: canali (collegamenti capillari), miscelatori, valvole, pompe e dispositivi dosatori. Il primo sistema di analisi su tecnologia Lab-on-a-chip fu un gas-cromatografo, sviluppato nel 1975 da S.C. Terry alla Stanford University. Tuttavia, solo alla fine degli anni ottanta e all'inizio degli anni novanta, la ricerca sui Lab-on-a-chip iniziò a crescere seriamente grazie a qualche gruppo di ricercatori sviluppò micropompe, sensori di flusso e il concetto del trattamento integrato dei fluidi per i sistemi di analisi. Questi concetti µTAS dimostrarono che l'integrazione dei passi di pretrattamento, normalmente fatti in laboratorio, avrebbe potuto estendere le semplici funzionalità dei sensori fino ad analisi complete di laboratorio, includendo passi addizionali di pulizia e separazione.
Una grande spinta nella ricerca e negli interessi commerciali arrivò nella metà del 1990, quando le tecnologie µTAS riuscivano a provvedere strumenti interessanti per le applicazioni genomiche, come l'elettroforesi capillare e il DNA microarray. Un contributo all'impulso della ricerca venne anche dalle forze armate, specialmente dal DARPA (Defense Advanced Research Projects Agency), per il loro interesse nei sistemi portatili di rilevamento di agenti bio-chimici durante le guerre. Il valore aggiunto non era solo limitato all'integrazione di processi di laboratorio per le analisi ma anche per le possibilità di applicare elementi individuali ad altri processi (non-analysis).
Tuttavia l'applicazione di LOCs è ancora nuova e umile, un interesse crescente di compagnie e gruppi di ricerca applicati è osservato in campi differenti come analisi (analisi chimiche, monitoraggio dell'ambiente, diagnosi mediche e cellomics), ma anche in chimica sintetica (test rapidi e microreattori per la farmaceutica). A parte ulteriori sviluppi di applicazioni, si pensa che la ricerca nei sistemi LOC possa espandersi fino a ridurre le strutture di trattamento dei fluidi usando la nanotecnologia. Nano-canali, labirinti di DNA, rilevamento delle singole cellule e nano sensori possono essere fattibili e dare la possibilità a nuovi tipi di interazione con le specie biologiche e le grandi molecole. Un esempio di successo per i LOCs nelle scienze della vita è lo sviluppo di automated patch clamp chips, che danno la possibilità di incrementare drasticamente i risultati per i test sui farmaci nelle industrie di questo settore.

## Materiali e fabbricazione
La base per la maggior parte dei processi di fabbricazione dei LOC è la litografia. Inizialmente la maggior parte dei processi erano in silicio, dato che queste tecnologie ben sviluppate erano direttamente derivate dalla fabbricazione dei semiconduttori. Data la richiesta di caratteristiche ottiche specifiche, biocompatibili o chimico compatibili, minori costi di produzione e più veloce fase di prototipazione, nuovi processi sono stati sviluppati come incisione del vetro, ceramica e metallo, deposition e bonding, processi PDMS (polidimetilsilossano), thick-film e stereolitografia allo stesso modo di metodi di replicazione veloce via electroplating, injection molding (formatura) e embossing (stampaggio). Per di più il campo dei LOC supera sempre più i confini tra la tecnologia dei microsistemi basati sulla litografia, nanotecnologia e ingegneria di precisione.

## Vantaggi
Un dispositivo LOC può provvedere vantaggi, molto specifici per le loro applicazioni. Tipici vantaggi sono:
- Consumo di bassi volumi di fluido, dato il piccolo volume interno del chip, che è benefico per l'inquinamento dell'ambiente (minor spreco), minor costo di reagenti costosi e meno fluido campione è usato per la diagnosi.
- Migliori analisi e velocità di controllo del chip e miglior efficienza dovuto ai brevi tempi di mixaggio (basse distanze di diffusione), veloce riscaldamento (basse distanze, alto rapporto tra la superficie e il volume del fluido, basse capacità di energia).
- Miglior controllo del processo a causa di una più veloce risposta del sistema (controllo di temperatura per reazioni chimiche esotermiche).
- Compattezza del sistema, dovuto alla grande integrazione delle funzionalità e piccoli volumi.
- Enorme parallelizzazione dovuto alla compattezza, che rende possibili analisi ad alto output.
- Costi di fabbricazione minori, con la possibilità di produrre chips usa e getta a basso costo, fabbricati con produzione di massa.
- Piattaforma più sicura per studi chimici, radioattivi o biologici vista la grande integrazione delle funzionalità e minori volumi di fluido da immagazzinare ed energie.

## Svantaggi
Gli svantaggi associati ai dispositivi Lab-on-a-chip sono:
- Nuova tecnologia, pertanto non ancora completamente sviluppata.
- Effetti fisici come le forze di capillarità e gli effetti chimici delle superfici dei canali diventano dominanti e portano i sistemi LOC a comportarsi differentemente e ogni tanto in maniera più complessa delle strumentazioni di laboratorio convenzionali.

## Esempi di utilizzo dei LOC
Esempi di utilizzo dei dispositivi Lab-on-a-chip sono:
- Real-time PCR; rilevare batteri, virus e tumori.
- Immunoassay[4]; rilevare batteri, virus e tumori basati sulle reazioni antigene-anticorpo.
- Dielettroforesi per rilevare cellule tumorali e batteri
- Preparazione di campioni di sangue; può rompere cellule per estrarre il DNA
- LOC cellulari per analisi di cellule singole.